# Eugenia esteliensis
Eugenia esteliensis är en myrtenväxtart som beskrevs av Barrie. Eugenia esteliensis ingår i släktet Eugenia och familjen myrtenväxter.
Artens utbredningsområde är Nicaragua. Inga underarter finns listade i Catalogue of Life.